# عبدالصاحب صفائی حائری
عبدالصاحب صفائی حائری (شهریور ۱۲۸۸ سامرا - ۱۳۳۴) سیاستمدار، روزنامه‌نگار و نماینده مجلس شورای ملی بود.
پدرش شیخ محمدعلی حائری از استادان برجسته حوزه‌های علمیه سامرا و نجف و قم بود. آیت‌الله کاشانی از شاگردان پدرش بود. مادرش دختر حاج ملامحمد زمان سوادکوهی‌ آلاشتی از علمای معروف زمان و بستگان رضا شاه و خواهر میرزا عبدالباقی جمشیدی از قضات بلندپایه و نماینده مجلس شورای ملی در دوران قاجار و پهلوی بود.
در شب نیمه شعبان سال ۱۳۲۷ هجری قمری در سامرا به دنیا آمد و به همین سبب نام او را عبدالصاحب گذاشتند. در حوزه علمیه نجف نزد سید ابوالحسن اصفهانی و در قم نزد شیخ عبدالکریم حائری یزدی تحصیل کرد و از هر دو اجازه اجتهاد گرفت. پس از پایان تحصیلاتش در سال ۱۳۱۰ خورشیدی در بابل سردفتر اسناد رسمی شد. به گفته خودش به دلیل خودداری از ثبت اسناد به نفع رضا شاه به زندان افتاد.
صفائی پس از شهریور ۱۳۲۰ وارد حزب توده و رئیس کمیته ایالتی این حزب در مازندران شد. هفته‌نامه صفا را نیز به عنوان ارگان کمیته ایالتی حزب توده در مازندران منتشر می‌کرد. پس از چندی از حزب توده خارج شد و به مخالفان این حزب پیوست و هفته‌نامه صفا را نیز مستقل از حزب انتشار داد.
صفائی در سال ۱۳۲۸ به نمایندگی ساری به مجلس شورای ملی رفت. این دوره از مجلس با نهضت ملی شدن صنعت نفت و نخست‌وزیری محمد مصدق همزمان بود. او با مصدق و جبهه ملی به مبارزه برخاست و در دوره بعد (هفدهم) نتوانست به مجلس راه یابد و به شغل سردفتری خود بازگشت. 

## اعلام جرم علیه مصدق
پس از کودتای ۲۸ مرداد ۱۳۳۲ صفائی دوباره به نمایندگی ساری انتخاب شد (دوره هجدهم) و در دومین نشست مجلس بلافاصله پس از آن‌که سه چهارم اعتبارنامه‌ها تصویب شد و مجلس قانوناً رسمیت یافت، علیه دکتر مصدق که در آن زمان در بازداشت به سر می‌برد، اعلام جرم کرد. این در حالی بود که شماری از نمایندگان اعتراض داشتند که ساز و کار قانونی برای اعلام جرم هنوز فراهم نیست و می‌بایست تا تشکیل هیئت رئیسه و کمیسیون‌ها صبر کرد.
در این اعلام جرم، مصدق به منحل ساختن مجلس بر خلاف و به منظور نقض و تغییر قانون اساسى، گرفتن اختیار بر خلاف قانون اساسى با تهدید و تحریص نمایندگان مجلس و سوءاستفاده از این اختیارات، برکناری قضات بر خلاف قانون اساسى، نقض قوانین کیفرى و مدنى و تصویب وضع قوانین کیفرى و مدنى بدون هیچ گونه مجوزی، مداخله غیر قانونى در انتخابات، تصویب آیین‌نامه‌های مخالف با قانون انتخابات، متوقف کردن انتخابات، کوشش در تغییر رژیم سلطنت و عدم امتثال فرمان عزل و طغیان علیه پادشاه و قانون اساسى و قیام مسلحانه متهم شده بود.
صفائی در این دوره از مجلس به عنوان بر بانک ملی و ذخیره اسکناس انتخاب شد و در همین دوره به پیشنهاد او، طلاب علوم دینى که در نجف تحصیل می‌کردند، از لحاظ گذرنامه و ارفاقات ارزى مشمول مقررات مربوط به دانشجویان خارج از کشور شدند. او پیش از پایان دوره نمایندگی‌اش درگذشت.